# إميلي لوندبيرغ
إميلي لوندبيرغ (بالسويدية: Emelie Lundberg) (10 مارس 1993 بالسويد - ) هي لاعبة كرة قدم سويدية في مركز حراسة المرمى. شاركت مع منتخب السويد لكرة القدم للسيدات.

## وصلات خارجية
- إميلي لوندبيرغ على موقع الاتحاد الأوربي (الإنجليزية)
- إميلي لوندبيرغ على موقع اتحاد السويد (السويدية)
- إميلي لوندبيرغ على موقع قاعدة بيانات كرة القدم.إي يو (الإنجليزية)
- إميلي لوندبيرغ على موقع Soccerway.com (الإنجليزية)
- إميلي لوندبيرغ على موقع أوليمبيديا (الإنجليزية)
- إميلي لوندبيرغ على موقع اللجنة الأولمبية السويدية (السويدية)